# Lo Prado
Lo Prado est une commune du Chili, située dans la province et la région métropolitaine de Santiago.

## Géographie

### Situation

Localisation de Lo Prado (en rouge) au sein de l'agglomération de Santiago.

La commune s'étend sur 6,7 km2 dans l'ouest de l'agglomération de Santiago.

## Histoire
La commune est créée le 17 mars 1981 à partir de la division de l'ancienne commune de Barrancas. Son nom provient de celui de la famille aristocratique León Prado, qui possédait une propriété dans la région.

## Population et société

### Démographie
En 2017, la population s'élevait à 96 249 habitants.

## Politique et administration
La commune est dirigée par un maire et huit conseillers élus pour un mandat de quatre ans. Les dernières élections ont eu lieu les 26 et 27 octobre 2024. 
| Période                                  | Période         | Identité                      | Étiquette | Qualité |
| ---------------------------------------- | --------------- | ----------------------------- | --------- | ------- |
| Les données manquantes sont à compléter. |                 |                               |           |         |
| 6 décembre 2000                          | 6 décembre 2004 | Santiago del Campo            | PPD       |         |
| 6 décembre 2004                          | 6 décembre 2016 | Gonzalo Navarrete             | PPD       |         |
| 6 décembre 2016                          | En cours        | Maximiliano Ríos Galleguillos | PPD       |         |

## Transports
La commune est desservie par cinq stations des lignes 1 et 5 du métro de Santiago, ainsi que par le réseau d'autobus Red de l'agglomération de Santiago.